# Brasilacris
Brasilacris is een geslacht van rechtvleugeligen uit de familie Romaleidae. De wetenschappelijke naam van dit geslacht is voor het eerst geldig gepubliceerd in 1940 door Rehn.

## Soorten
Het geslacht Brasilacris  is monotypisch en omvat slechts de volgende soort:
- Brasilacris gigas (Rehn, 1940)